# Feverse
피버스(Feverse)는 대한민국의 5인조 버추얼 걸 그룹이다.

## 개요
2023년 1월 2일부터 3월 6일까지 카카오페이지에서 공개된 버추얼 아이돌 서바이벌 오디션인 “소녀 리버스”에서 최종 선발된 멤버로 구성됐으며, 2023년 5월에 데뷔할 예정이다.
피버스라는 그룹명에는 ‘열정’을 뜻하는 ‘FEVER’, ‘영원’을 뜻하는 ‘EVER’, ‘우주’를 뜻하는 ‘VERSE’가 담겨있다.

## 이전 구성원
- 무너
- 서리태
- 크앙
- 리엔
- 김세레나

## 음반 목록
| # | 음반                                                                                            | 대한민국 (가온) | 대한민국 (가온) | 대한민국 (가온) | 판매량 |
| # | 음반                                                                                            | 주간            | 월간            | 연간            | 판매량 |
| - | ----------------------------------------------------------------------------------------------- | --------------- | --------------- | --------------- | ------ |
| 1 | CHO - 발매일: 2023년 5월 9일 - 레이블: 카카오엔터테인먼트 - 포맷: CD, 스트리밍, 디지털 다운로드 |                 |                 |                 |        |

### 내용주
1. ↑  최종 선발된 멤버들에 대해서는 소녀X에 대한 정보는 공개되지 않았지만, 팬들은 각각 권은비(전 IZ*ONE), 오하영(에이핑크), 루다&수빈(우주소녀), 희진(전 이달의소녀)으로 추측하고 있다.[1]

### 참조주
1. ↑  윤준필 (2023년 3월 7일). “[종합] '소녀 리버스' 정체 공개 NO...최종 순위 무너ㆍ크앙ㆍ리옌ㆍ서리태ㆍ김세레나, '피버스' 데뷔 멤버 확정”. 《비즈엔터》. 2023년 3월 8일에 확인함.
2. ↑  소녀 리버스(RE:VERSE) (2023년 3월 6일). 《11화. [결선 2] 버추얼 걸그룹 탄생! 데뷔 멤버 5인 공개!》.  1시간 45분 40초~50초. 2023년 3월 8일에 확인함.[깨진 링크(과거 내용 찾기)]

## 같이 보기
- 소녀 리버스
- 가상 아이돌
- 이세계 아이돌